# Byram (Mississippi)
Byram ist eine Stadt innerhalb des Hinds County, Mississippi in den Vereinigten Staaten. Byram ist Teil der Metropolregion Jackson und bildet eine Vorstadt. Bei der Volkszählung im Jahr 2020 hatte Byram 12.666 Einwohner.

## Geschichte
Byram wurde ursprünglich im Jahr 1870 gegründet. Die Stadt wurde nach A.M. Byram benannt, einem frühen Siedler, der Land für den Standort des Depots spendete. Die Stadt gab ihren Gemeindestatus während der Großen Depression auf, als sie die kommunalen Dienstleistungen nicht mehr finanzieren konnte. Die angrenzende Stadt Jackson begann 1991 mit dem Versuch, Byram einzugemeinden. Das führte zu Unzufriedenheit bei den Einwohnern, die höhere Grundsteuern und schlechte städtische Dienstleistungen fürchteten. Rechtsstreitigkeiten zwischen Jackson und den Anwohnern begannen im Jahr 2004. Nach seiner Wahl zum Bürgermeister von Jackson erklärte Frank Melton, dass er die Annexionsversuche nicht fortsetzen wolle, aber die Klagen gingen weiter.
Im Jahr 2006 entschied ein Richter, dass Byram sich auf etwa 20 Quadratmeilen (52 km²) erneut als unabhängige Gemeinde gründen kann und Jackson 4 Quadratmeilen (10 km²) annektieren kann. Gegen das Urteil wurde Berufung beim Obersten Gerichtshof von Mississippi eingelegt.  Am 2. April 2009 bestätigte der Oberste Gerichtshof von Mississippi einstimmig die Entscheidung der unteren Instanz. Letztendlich wurde Byram am 16. Juni 2009 neu gegründet.

## Demografie
Nach der Schätzung von 2019 lebten in Byram 11.428 Menschen. Die Bevölkerung teilte sich im selben Jahr auf in 39,8 % nicht-hispanische Weiße, 57,8 % Afroamerikaner, 0,2 % amerikanische Ureinwohner, 0,6 % Asiaten, 0,8 % Sonstige und 0,3 % mit zwei oder mehr Ethnizitäten. Hispanics oder Latinos machten 0,9 % der Bevölkerung aus. Das mittlere Haushaltseinkommen lag bei 73.075 US-Dollar und die Armutsquote bei 8,2 %.

## Bauwerke
- Ervin Lewis House